# 워터타운 울브스
| 워터타운 울브스 | |
| 설립연도        | 2010년 |
| 해체연도        | |
| 역사            | 1000 아일랜드 프라이버티어스 (2010년~2013년) 워터타운 프라이버티어스 (2013년~2014년) 워터타운 울브스 (2014년~2015년) (2016년~현재) |
| 경기장          | 더피 페어그라운즈 |
| 연고지          | 뉴욕주 워터타운 |
| 상징색          | 검정,파랑, 하양 |
| 구단주          | 탑 셸프 하키 |
| 단장            | |
| 감독            | |
| 정규시즌 우승   | 1 (2015) |
| 플레이오프 우승 | 1 (2015) |
| 영구 결번       | - |

워터타운 울브스(Watertown Wolves)는 미국 뉴욕주 워터타운을 연고지로 하는 FHL 소속 아이스 하키팀이다.

## 역대 홈경기장
| 경기장            | 사용기간    | 수용인원 | 장소            | 비고 |
| ----------------- | ----------- | -------- | --------------- | ---- |
| 워터타운 울브스   |             |          |                 |      |
| 더피 페어그라운즈 | 2016년~현재 | 2,000명  | 뉴욕주 워터타운 | 빈칸 |